# Angleterre aux Jeux de l'Empire britannique de 1930
L'Angleterre a participé aux Jeux de l'Empire britannique de 1930 à Hamilton, Ontario, Canada, du 16 au 23 août 1930.
Les athlètes qui ont concouru sont répertoriés ci-dessous,.

## Athlètes
Voici la liste du nombre de concurrents participant aux Jeux par sport/discipline.
| Sport      | Hommes | Femmes | Total |
| ---------- | ------ | ------ | ----- |
| Athlétisme | 44     | 0      | 44    |
| Aviron     | 11     | 0      | 11    |
| Boulingrin | 7      | 0      | 7     |
| Boxe       | 8      | 0      | 8     |
| Lutte      | 6      | 0      | 6     |
| Natation   | 8      | 6      | 14    |
| Plongée    | 1      | 0      | 1     |
| Total      | 84     | 6      | 91    |

### Athlétisme
| Nom                     | Âge | Profession                     | Médaille   |
| ----------------------- | --- | ------------------------------ | ---------- |
| George Bailey           | 24  | Agriculteur                    | or         |
| Bernard Babington Smith | 24  | Marchand                       | aucun      |
| Herbert Bignall         | 24  | Menuisier                      | aucun      |
| George Bird             | 30  | Greffier                       | aucun      |
| Laurence Bond           | 24  | Étudiant en médecine           | aucun      |
| Edward Bradbrooke       | 24  | Fabricant de cuir              | aucun      |
| Kenneth Brangwin        | 23  | Électricien                    | or         |
| David Burghley          | 25  | Gestionnaire d'assurance       | or x 3     |
| James Cohen             | 24  | Directeur (société privée)     | argent     |
| Jerry Cornes            | 20  | Étudiant                       | bronze     |
| Stanley Engelhart       | 20  | Greffier                       | or/argent  |
| Tom Evenson             | 20  | Menuisier                      | bronze     |
| Sam Ferris              | 30  | Royal Air Force                | argent     |
| Francis Foley           | 27  | Sergent (Scots Guards)         | aucun      |
| Howard Ford             | 24  | pas d'occupation               | argent     |
| Fred Gaby               | 35  | Fonctionnaire d'Etat           | bronze     |
| Michael Gutteridge      | 21  | Étudiant                       | aucun      |
| John Hanlon             | 25  | Détective (C.I.D)              | argent     |
| Tommy Hampson           | 22  | Professeur des écoles          | or         |
| Roland Harper           | 25  | Comptable                      | aucun      |
| Ernie Harper            | 28  | Forgeron                       | argent     |
| John Heap               | 22  | Greffier                       | argent     |
| Hubert Hedges           | 22  | Greffier                       | aucun      |
| Henry Higgins           | 23  | Greffier                       | aucun      |
| Robert Howland          | 25  | Professeur                     | argent     |
| Roger Leigh-Wood        | 23  | Marchand                       | or/argent  |
| Vernon Morgan           | 26  | Agent de change                | bronze     |
| Douglas Neame           | 28  | Lieutenant (Royal Navy)        | bronze     |
| Malcolm Nokes           | 33  | Instituteur                    | or         |
| Brian Oddie             | 25  | Fonctionnaire d'Etat           | aucun      |
| Ernie Page              | 19  | Commis d'expédition            | argent     |
| Harry Payne             | 37  | Greffier                       | aucun      |
| Kenneth Pridie          | 24  | Médecine                       | aucun      |
| Reg Revans              | 23  | Marchand                       | argent x 2 |
| William Simmons         | 27  | Vendeur                        | aucun      |
| Stanley Smith           | 26  | Mécanicien                     | none       |
| Leslie Snow             | 22  | Employé de banque              | aucun      |
| Wilfrid Tatham          | 31  | Instituteur                    | aucun      |
| Reg Thomas              | 23  | Royal Air Force                | or/argent  |
| Stan Tomlin             | 24  | Ingénieur Commercial Compteurs | or         |
| Stuart Townend          | 21  | Étudiant                       | or         |
| Ignatius Turner         | 23  | pas d'occupation               | aucun      |
| Eric Turner             | 20  | Garde                          | aucun      |
| Jack Winfield           | 22  | Mineur                         | bronze     |

### Aviron
| Nom                  | Âge | Profession                                 | Médaille |
| -------------------- | --- | ------------------------------------------ | -------- |
| Jack Beresford       | 31  | Étudiant en médecine dentaire              | argent   |
| Humphrey Boardman    | 26  | Greffier                                   | or x 2   |
| Fred Bradley         | 22  | pas d'occupation                           | bronze   |
| Justin Brown         | 25  | Royal Air Force                            | or       |
| Roger Close-Brooks   | 23  | Commis aux courtiers en valeurs mobilières | or       |
| Geoffrey Crawford    | 26  | Agent                                      | or       |
| Hugh Edwards         | 23  | Étudiant                                   | or x 2   |
| Francis Fitzwilliams | 22  | Greffier                                   | or x 2   |
| Arthur Harby         | 24  | Ingénieur                                  | or x 2   |
| Edgar Howitt         | 21  | Greffier                                   | or       |
| Terence O'Brien      | 24  | pas d'occupation                           | or       |

### Boulingrin
| Nom              | Âge | Profession                          | Médaille |
| ---------------- | --- | ----------------------------------- | -------- |
| Robert Colquhoun | 48  | Marchand de charbon                 | or       |
| James Edney      | 60  | épicier à la retraite               | or       |
| James Frith      | 69  | agent d'assurance vie à la retraite | or       |
| Ernie Gudgeon    | 49  | Collecteur d'assurance              | or       |
| Tommy Hills      | 46  | Commissaire-priseur                 | or       |
| Albert Hough     | 53  | Comptable juridique                 | or       |
| George Wright    | 35  | Propriétaire de cinéma              | or       |

### Boxe
| Nom             | Âge | Profession                | Médaille |
| --------------- | --- | ------------------------- | -------- |
| Frank Brooman   | 25  | Ingénieur téléphonique    | bronze   |
| Joe Goyder      | 23  | Policier                  | or       |
| Albert Love     | 19  | manutentionnaire          | bronze   |
| Fred Mallin     | 26  | Mécanicien automobile     | or       |
| Freddie Meachem | 23  | Fonctionnaire d'Etat      | or       |
| Harry Mizler    | 17  | Poissonnier               | or       |
| Thomas Pardoe   | 19  | Entrepreneur de transport | argent   |
| Anthony Stuart  | 23  | Soldat                    | or       |

### Lutte
| Nom             | Âge | Profession                | Médaille |
| --------------- | --- | ------------------------- | -------- |
| Harold Angus    | 26  | Inspecteur des assurances | argent   |
| Edgar Bacon     | 42  | Médecine                  | argent   |
| Stanley Bissell | 24  | Policier                  | argent   |
| Harry Johnson   | 27  | Tourneur                  | argent   |
| Joseph Reid     | 25  | Mineur                    | argent   |
| Albert Sangwine | 29  | Fonctionnaire d'Etat      | argent   |

### Natation
| Nom                  | Âge | Profession                    | Médaille   |
| -------------------- | --- | ----------------------------- | ---------- |
| Stanley Bell         | 23  | Ingénieur                     | argent     |
| John Besford         | 19  | Étudiant en médecine dentaire | bronze     |
| Norman Brooks        | 20  | Officier de police            | argent x 2 |
| Reginald Flint       | 27  | technicien dentaire           | bronze     |
| Freddie Milton       | 23  | Comptable                     | argent     |
| Bill Trippett        | 21  | Policier                      | or         |
| Arthur Watts         | 18  | Employé de banque             | argent     |
| Joseph Whiteside     | 24  | Police                        | silver     |
| Joyce Cooper         | 21  | pas d'occupation              | or x 4     |
| Doreen Cooper        | 22  | Artiste                       | or         |
| Phyllis Harding      | 22  | Commis aux assurances         | or/bronze  |
| Margery Hinton       | 15  | pas d'occupation              | argent     |
| Olive Joynes         | 21  | secrétaire                    | or         |
| Cecelia Wolstenholme | 15  | Sténodactylographe            | or         |

### Plongée
| Nom          | Âge | Profession         | Médaille |
| ------------ | --- | ------------------ | -------- |
| Thomas Scott | 23  | Officier de police | bronze   |